# Espeyrac
Espeyrac är en kommun i departementet Aveyron i regionen Occitanien i södra Frankrike. Kommunen ligger  i kantonen Entraygues-sur-Truyère som ligger i arrondissementet Rodez. År 2022 hade Espeyrac 248 invånare.

## Befolkningsutveckling
Antalet invånare i kommunen Espeyrac
Referens: INSEE